# Аугст
Аугст (на немски: Augst, на швейцарски немски: Augscht, по-рано: Baselaugst) е община в кантон Базел Ландшафт, Швейцария с 1011 жител (на 31 декември 2017).
Намира се на южния бряг на р. Рейн и до границата с Германия.
Аугст се намира на местото на бившия римски град Аугуста Раурика. През Средновековието е център на гауграфството Аугстгау.